# أندريا ميزا
ألما أندريا ميزا كارمونا (بالإسبانية: Alma Andrea Meza Carmona)‏ هي ملكة جمال وعارضة أزياء مكسيكية، وُلدت في 13 أغسطس 1994 في مدينة تشيهواهوا في المكسيك. درست هندسة البرمجيات في جامعة تشيهواهوا الذاتية. تُوجت بلقب ملكة جمال المكسيك عام 2017، وحصلت على لقب الوصيفة الأولى في مسابقة ملكة جمال العالم. في 2020، فازت بلقب ملكة جمال كون المكسيك، وفي 16 مايو 2021، حصدت لقب ملكة جمال الكون، لتصبح ثالث مكسيكية تحقق هذا الإنجاز.